# Магнітна флокуляція

Магнітна флокуляція

Магнітна флокуляція (рос. магнитная флокуляция, англ. magnetic flocculation; нім. magnetische Ausflockung f, magnetische Flockung f) — процес утворення агрегатів з частинок сильномагнітних матеріалів під впливом зовнішнього магнітного поля або за рахунок залишкової магнітної індукції цих частинок. У магнітному збагаченні суттєве значення має наведена магнітна флокуляція, яка виникає в робочому полі сепаратора, перешкоджаючи успішному розділенню мінералів. Магнітна флокуляція, викликана залишковою індукцією, має підлегле значення в магнітній сепарації, але суттєво впливає на процеси тонкої класифікації, спотворюючи результати седиментаційного аналізу. Цей вид флокуляції впливає також на флотацію, згущення, фільтрацію і подрібнення сильномагнітних матеріалів і в цих процесах повинна враховуватися.

Зовнішній вигляд магнітних флокул

М.ф. суттєво впливає на процес магнітного збагачення, сприяючи, з одного боку, повнішому вилученню тонких феромагнітних зерен, а з іншого, спричиняє засмічення концентрату внаслідок захоплення у флокули немагнітних частинок. Механічні сили, що руйнують флокули, забезпечуються турбулентним режимом і вібрацією. Застосування попередньої (перед магнітним збагаченням) селективної флокуляції перспективне передусім для розмагнічених продуктів, що надходять на сепарацію — вихідних продуктів, зливів класифікатора і гідроциклонів. Вплив поступового магнітного структурування найбільш повно виявляється при сепарації тонких небагатих продуктів.
Попередню селективну магнітну флокуляцію можна здійснювати централізовано й індивідуально (локально) з допомогою спеціального флокулятора перед конкретним сепаратором. Разом з тим, у існуючих конструкціях сепараторів необхідно передбачати механічне руйнування флокул (збільшенням висоти перепаду, довжини шляху або водоструминним руйнуванням і ін.) у промпродуктах, що надходять з першого барабана сепаратора на другий, з другого на третій. Застосування селективної магнітної флокуляції перед сухою сепарацією в умовах Кривого Рогу підвищує вміст заліза в концентраті на 3 %, вилучення на 0,7 %, одночасно знижується вміст і втрати заліза в хвостах. При цьому підвищується ефективність процесу розділення.